# Incidente del Beechcraft King Air in Australia del 2000
Il 4 settembre 2000, un Beechcraft Super King Air 200, preso in leasing, partì da Perth per un volo diretto alla città mineraria di Leonora, nell'Australia Occidentale. L'aereo si schiantò vicino a Burketown, nel Queensland in Australia, provocando la morte di tutti e otto gli occupanti. Durante il volo il Beechcraft salì al di sopra della quota assegnata. Quando il controllo del traffico aereo (ATC) contattò il pilota, il modo di parlare di quest'ultimo era piuttosto confuso e non fu in grado di rispondere chiaramente. Tre aerei intercettarono il Beechcraft, ma non poterono stabilire un contatto radio. L'aereo continuò a volare in direzione nord-est per cinque ore, prima di rimanere senza carburante e schiantarsi a 40 miglia (65 km) a sud-est di Burketown. L'incidente divenne noto dai media come il "Volo Fantasma."
Una successiva indagine dell'Australian Transport Safety Bureau (ATSB) concluse che il pilota e i passeggeri avevano perso coscienza dopo aver sofferto di ipossia, una mancanza di ossigeno al cervello, il che significava che il pilota non sarebbe stato in grado di pilotare il suo aereo. Verso la fine del volo il motore sinistro si spense per l'esaurimento del carburante e l'aereo cadde al suolo. Il rapporto dell'indagine affermava che, a causa di ingenti danni al velivolo, gli investigatori non erano stati in grado di stabilire se qualcuno degli otto presenti a bordo avesse utilizzato il sistema per l'ossigeno d'emergenza. Il rapporto finale affermava che l'ATSB non poteva determinare cosa avesse fatto perdere conoscenza agli occupanti. Dopo l'incidente vennero formulate una serie di raccomandazioni di sicurezza.

## Contesto
L'aereo coinvolto nell'incidente era un Beechcraft Super King Air 200, codice identificativo VH-SKC, numero di serie BB-47, prodotto nel 1975. L'aereo aveva circa 19.000 ore all'attivo prima dello schianto. La quantità di aria immessa nella cabina era controllata dalle valvole di sfiato sui motori. Le posizioni delle valvole di sfiato aria possono essere modificate dal pilota. Secondo il rapporto d'indagine, "L'aereo non era dotato di un dispositivo di allarme acustico per l'alta quota in cabina, né era necessario che l'avesse". L'aereo era dotato di un sistema per l'ossigeno d'emergenza: un serbatoio di ossigeno che poteva fornire ossigeno supplementare all'equipaggio attraverso due maschere situate nel cockpit e ai passeggeri attraverso maschere poste nel soffitto della cabina.
Gli investigatori conclusero che l'aereo era idoneo al volo nel momento in cui si era verificato l'incidente, e un pilota ai comandi all'inizio della giornata disse che funzionava normalmente. Il rapporto dell'indagine affermava che "il rapporto della manutenzione era aggiornato e un esame dei registri non ha rilevato problemi di manutenzione ricorrenti che potrebbero aver contribuito all'incidente".

## L'incidente
Lunedì 4 settembre 2000 il Beechcraft, noleggiato dalla compagnia mineraria Sons of Gwalia, partì da Perth, in Australia Occidentale, per la città di Leonora. A bordo c'erano sette minatori diretti alla Miniera d'oro di Gwalia. L'aereo decollò da Perth alle 18:09 ora locale (1009 secondo il Coordinated Universal Time (UTC)), venendo autorizzato dal controllo del traffico aereo a salire al livello di volo 130 (4.000 m, equivalenti a 13.000 piedi). Cinque minuti dopo, alle 10:15, il velivolo cominciò a salire per raggiungere la sua altitudine di crociera al livello di volo 250 (25.000 piedi (7.600 m)), ricevendo dal controllore l'istruzione di stabilizzarsi a quota 160 da 36 miglia nautiche (67 km; 41 miglia) da Perth. Il pilota confermò la trasmissione.
Cinque minuti dopo, alle 10:20, mentre l'aereo saliva al livello di volo 156 (15.600 piedi (4.800 m)), venne autorizzato a passare al waypoint DEBRA. Il pilota confermò per la seconda volta. Intorno alle 1033 l'aereo attraversò il suo livello autorizzato, e a quota 256 (25.600 piedi (7.800 m)), l'ATC chiese al pilota di confermare la sua altitudine. "Sierra Kilo Charlie... ehm... in attesa", rispose il pilota. Questa fu l'ultima trasmissione partita da VH-SKC, e la sua salita continuò. Secondo il rapporto dell'indagine, seguirono diverse trasmissioni a microfono aperto, con il rumore di fondo dei motori, una persona che respirava, "una sillaba incomprensibile" e "due suoni simili a campane, simili a quelli generati da dispositivi elettronici". Durante questo lasso di tempo l'ATC tentò di riprendere contatto con il pilota. Alle 10:40 il controllore gridò: "Sierra Kilo Charlie, Sierra Kilo Charlie, qui torre di Melbourne, se ricevete questa trasmissione [rispondete]". Alle 10:41 il controllore chiamò di nuovo: "Sierra Kilo Charlie, da voi ricevo solo dal microfono aperto. Contatteremi su uno due cinque decimale due”

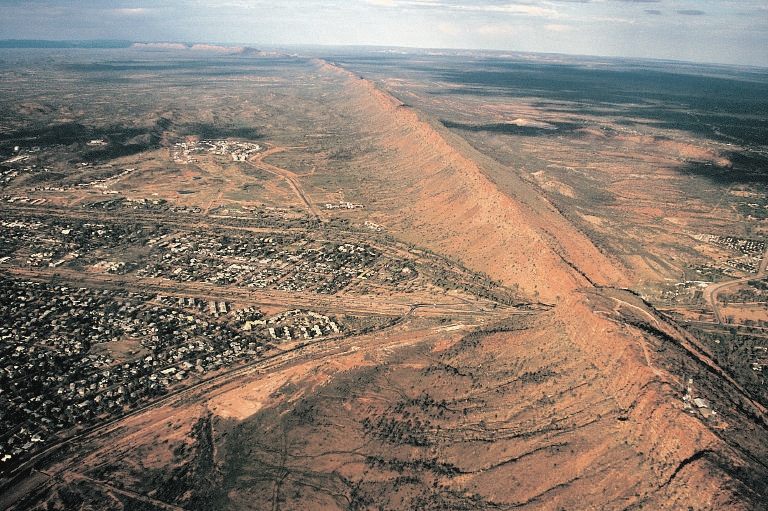
Il velivolo era stato avvistato da altri due aerei nel Territorio del Nord, a nord-ovest di Alice Springs.

L'aereo continuò a salire e uscì dalla copertura radar alle 11:02, passando al livello di volo 325 (32.500 piedi (9.900 m)). Trentuno minuti dopo, l'Australian Search and Rescue chiese all'equipaggio di un business jet di avvicinarsi al Beechcraft. I piloti riferirono che era in volo livellato a quota 343 (34.300 piedi (10.500 m)) e non potevano vedere alcun movimento nel cockpit o in cabina passeggeri. Tuttavia le condizioni rendevano difficile osservarlo da vicino.
Altri due aerei a cui era stato chiesto di monitorare il Beechcraft lo intercettarono sopra al Territorio del Nord, a nord-ovest di Alice Springs. I piloti riferirono che era entrato in una discesa costante, ed entrambi i velivoli lo seguirono mentre la sua velocità aumentava. Il rapporto dell'indagine dichiarava che i piloti avevano osservato che "sebbene le luci esterne fossero accese, non si poteva vedere nulla all'interno della cabina". Il rapporto d'inchiesta descrive poi come "gli equipaggi dei velivoli inseguitori hanno tentato di contattare via radio il pilota del Beechcraft, ma non hanno ricevuto risposta". Alle 15:10, l'aereo virò a sinistra di 90 gradi mentre scendeva per 5.000 piedi (1.500 m). Circa 40 miglia (65 km) a sud-est di Burketown, nel Queensland, colpì il suolo e si disintegrò. Il pilota e sette passeggeri persero la vita.

## L'indagine
Dell'incidente si occupò l'Australian Transport Safety Bureau (ATSB), un ente federale responsabile delle indagini sugli incidenti di trasporto in Australia. Il rapporto finale è stato pubblicato nel marzo 2001. In esso non si era in grado di trarre una conclusione definitiva sulla causa dell'incidente.
Il rapporto rilevò che tutti i presenti a bordo dell'aereo, compreso il pilota, avevano probabilmente perso coscienza dopo aver sofferto di ipossia.
Il rapporto affermava: "Dopo che l'aereo è salito al di sopra dell'altitudine assegnata di 7.600 metri, il modo di parlare e la capacità di respirare del pilota, evidenziati durante le trasmissioni radio, mostravano cambiamenti coerenti con l'ipossia." Gli investigatori, tuttavia, non furono in grado di escludere in modo definitivo i fumi tossici come causa. Il rapporto continuava: "L'incapacità del pilota e dei passeggeri era probabilmente dovuta all'ipossia ipobarica a causa dell'elevata altitudine in cabina e del fatto che non ricevevano ossigeno supplementare", aggiungendo anche: "Non è stato possibile determinare le ragioni per cui il pilota e i passeggeri non hanno ricevuto ossigeno supplementare [dalla bombola di ossigeno a bordo dell'aereo]."
L'ATSB ritenne probabile che l'autopilota fosse ancora, attivo e questo indusse l'aereo a volare diritto; il percorso verticale dell'aeromobile indicava che la potenza di salita era stata impostata prima che gli occupanti del Beechcraft perdessero i sensi. Secondo il rapporto, "il design dei sistemi dell'aeromobile era tale che, con il pilota automatico attivato, i motori avrebbero continuato a funzionare e l'aereo avrebbe volato senza alcun intervento umano fino a quando non fosse stato interrotto da altri eventi, come una collisione o l'esaurimento del carburante". È stato suggerito che, verso la fine del volo, il serbatoio del carburante del motore sinistro fosse quasi vuoto. "Il quasi esaurimento del carburante nei serbatoi dell'ala sinistra potrebbe aver portato ad almeno uno degli eventi citati, e probabilmente diverse perdite momentanee di potenza del motore sinistro poco prima di fermarsi del tutto", come scritto sul rapporto. "L'aereo ha imbardato e rollato nella direzione del motore sinistro, come è stato osservato poco prima che l'aereo entrasse in collisione con il suolo."
Il rapporto affermava che, a causa dei danni subiti dall'aereo al momento dell'impatto con il suolo, gli investigatori non sono stati in grado di concludere se qualcuno degli otto presenti a bordo abbia utilizzato il sistema di ossigeno supplementare. Tuttavia il rapporto affermava "L'assenza di una chiamata radio di soccorso, o un tentativo di far scendere l'aereo, e la probabilità che il pilota non indossasse la maschera per l'ossigeno, suggerivano che il pilota non fosse a conoscenza del fatto che l'aereo non fosse pressurizzato o si stesse depressurizzando" I passeggeri, aggiungeva il rapporto, probabilmente nemmeno i passeggeri indossavano le loro maschere, poiché non si sentiva alcun rumore registrato sulle trasmissioni dell'ATC ad indicare che qualcuno stesse tentando di aiutare il pilota.
Gli investigatori non sono stati in grado di determinare cosa aveva causato la depressurizzazione dell'aereo, ma le probabili cause indicavano un errore del pilota o un guasto meccanico nel sistema di pressurizzazione dell'aereo. Le registrazioni del controllo del traffico aereo ritenevano improbabile il verificarsi di una decompressione rapida. Il rapporto spiega come "durante una depressurizzazione esplosiva o rapida di un aereo pressurizzato, tuttavia, il rumore, le variazioni di pressione, le variazioni di temperatura e le correnti d'aria all'interno della cabina avrebbero avvisato gli occupanti che si era verificato un guasto grave." Il documento elencava i due principali fattori dell'incidente come:
1. «L'aereo è stato probabilmente privo di pressurizzazione per una parte significativa della sua salita e quota di crociera per ragioni non determinate»;
2. «Il pilota e i passeggeri erano inabili, probabilmente a causa dell'ipossia ipobarica, a sua volta causata dell'elevata altitudine del velivolo e della mancanza di ossigeno supplementare».[5]

## Allarme acustico
A seguito di un incidente nel 1999 in cui il pilota di un Beechcraft Super King Air aveva sofferto di ipossia, l'ATSB pubblicò il rapporto 199902928 raccomandando l'installazione di un allarme acustico nel cockpit di tutti i Beechcraft Super King Air australiani. La cabina di pilotaggio del Super King Air era dotato solo un allarme visivo di pressione inadeguata in cabina.
All'indomani del volo fantasma, l'Autorità per la sicurezza dell'aviazione civile emanò un documento di discussione e un avviso di creazione di regole proposte (NPRM), proponendo in entrambi un allarme acustico nel Beechcraft Super King Air e in altri velivoli pressurizzati. L'esito della consultazione sull'NPRM fu che l'Autorità per la sicurezza dell'aviazione civile non impose questo allarme, facendo arrabbiare le famiglie di alcune delle vittime. L'Autorità aveva infatti inviato l'avviso ai proprietari di aeromobili pressurizzati registrati in Australia, ma non l'aveva reso obbligatorio. L'avviso diceva: "Il vantaggio per i vostri piloti e passeggeri risiede nella riduzione del rischio di una depressurizzazione non comandata che porta a un incidente o a un incidente mortale. Il vantaggio è molto maggiore del costo di acquisto e installazione di uno di questi sistemi a basso costo".

## L'inchiesta del medico legale

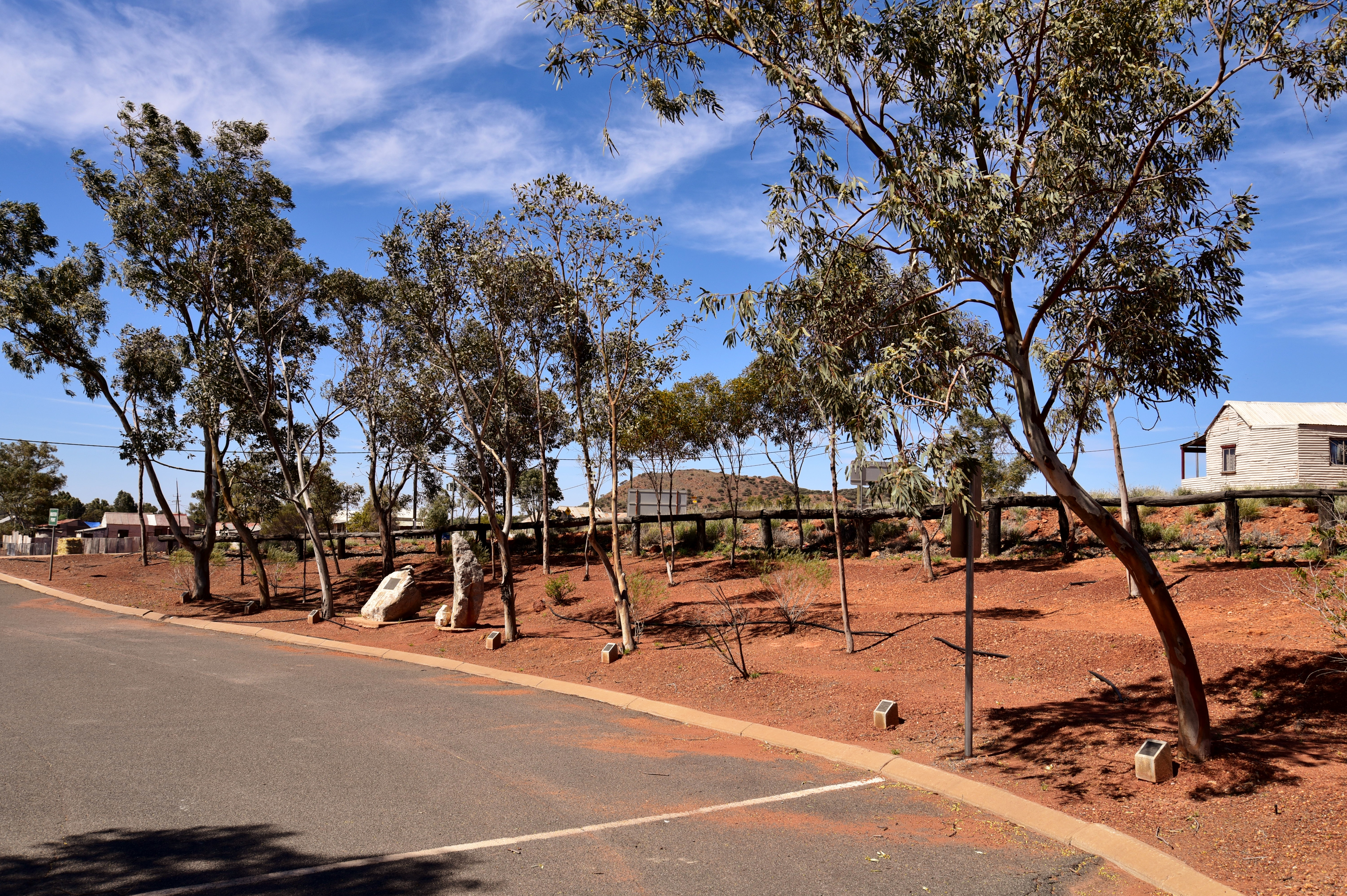
Memoriale per le vittime dell'incidente a Gwalia.

Il medico legale dell'Australia Occidentale, dottor Alistair Hope, condusse un'inchiesta sulla morte degli otto occupanti dell'aereo. L'inchiesta stabilì che le morti erano da considerarsi accidentali, ma non fu possibile determinare la causa dell'incidente. Il dottor Hope raccomandò un sistema di allarme acustico per gli aerei pressurizzati e un registratore di dati di volo a basso costo.
Il medico legale criticò lo scarso coordinamento tra l'ATSB, la polizia del Queensland e l'Autorità per la Sicurezza dell'Aviazione Civile (CASA). Criticò l'ATSB per non aver preso appunti durante le interviste ai testimoni e per la sua scarsa presentazione delle prove.

## Controllo del traffico aereo
Quando il controllore del traffico aereo responsabile del Beechcraft ricevette le trasmissioni a microfono aperto, avvertì il suo supervisore che temeva che il pilota potesse soffrire di ipossia. I due uomini completarono la check list standard che, all'epoca, non includeva una procedura da seguire in caso di incapacità o ipossia. All'indomani dell'incidente la check list nella torre di controllo viene modificata in modo da "incorporare delle procedure che devono essere seguite dai controllori del traffico aereo, nel caso un controllore sospetti che un pilota sia stato colpito da ipossia."